# Zygophyseter
Zygophyseter varolai là một loài động vật biển có vú đã tuyệt chủng, tương tự như cá nhà táng. Tên thông dụng của chúng là "cá nhà táng sát thủ" dùng để chỉ cả mối liên hệ với cá nhà táng ngày nay lẫn kích cỡ tương đương và "sự thích nghi về thức ăn có thể tương tự như cá voi sát thủ thuộc họ cá heo đại dương hiện tại (Orcinus orca)".

## Tên gọi
Tên chi Zygophyseter nhấn mạnh sự kéo dài của xương gò má của loài Zygophyseter varolai duy nhất được biết đến. Còn thuật ngữ Physeter chỉ chi thuộc họ Physeteridae. Tên loài bằng tiếng Latinh như trên nhằm tôn vinh người đã tìm ra loài này là Angelo Varola. 

## Hồ sơ hoá thạch

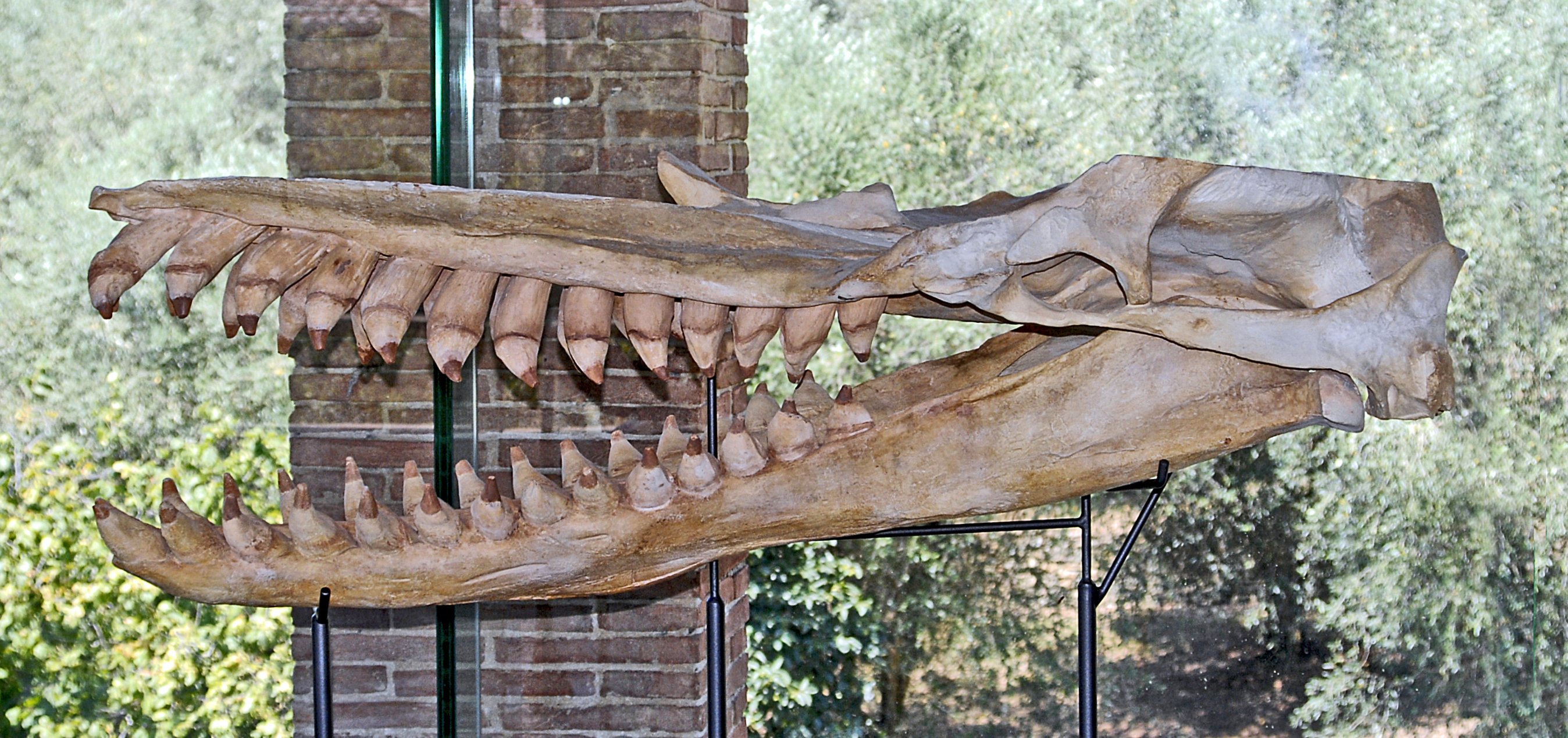
Hình dáng xương sọ với răng và xương hàm của Zygophyseter varolai

Chi Zygophyseter được biết đến trong hồ sơ hoá thạch dựa trên một bộ xương gần như hoàn chỉnh của Zygophyseter varolai được tìm thấy tại miền nam nước Ý trong đá bùn vôi biển thuộc tạo hình Pietra Leccese và được mô tả vào năm 2006 bởi G. Bianucci và W. Landini. Loài này có niên đại từ tạo tầng Tortona ở cuối Thế Miocen (có tuổi từ 11,608 đến 7,246 triệu năm). 

## Mô tả
Zygophyseter varolai có cơ thể lớn đạt tới chiều dài ước tính khoảng 6,5–7 mét. Răng lớn có ở cả hai hàm cho phép chúng săn con mồi có kích thước lớn. Chúng có xương gò má kéo rất dài, có thể dùng để chứa túi dầu. Giống như cá nhà táng ngày nay, loài này có một vùng rất lớn phía trên hộp sọ chứa túi dầu và mô mỡ. Điều này cho thấy chúng có thể định vị bằng tiếng vang.